# Mircea Eliade
Mircea Eliade (Bucareste, 9 de março de 1907 – Chicago, 22 de abril de 1986) foi um professor, cientista das religiões, mitólogo, filósofo e romancista romeno, naturalizado norte-americano em 1970.
Falava e escrevia fluentemente em oito línguas (romeno, francês, alemão, italiano, inglês, hebraico, persa e sânscrito), mas a maior parte dos seus trabalhos acadêmicos foi escrita inicialmente em romeno (depois em francês e em inglês). É um dos mais influentes cientistas das religiões e filósofos das religiões da contemporaneidade. Fez parte do Círculo Eranos, de quem recebeu e trocou diversas referências teóricas.
Considerado um dos maiores nomes do século XX da Ciência da Religião, elaborou uma visão comparada das religiões, encontrando relações de proximidade entre diferentes culturas e momentos históricos. No centro da experiência religiosa do ser humano, Eliade situa a noção do Sagrado. Sua formação institucional de filosofo somada a sua formação autodidata como cientista das religiões elevou-o ao estudo dos mitos, dos sonhos, das visões, do misticismo e do êxtase.
Na Índia, estudou ioga e leu, diretamente em sânscrito, textos clássicos do hinduísmo que ainda não tinham sido traduzidos para as línguas ocidentais. Autor prolífico, procurou encontrar uma síntese dos temas que abordou. Nos seus escritos, é, frequentemente, destacado o conceito de hierofania, através do qual Eliade definiu a manifestação do transcendente em um objeto ou um fenômeno do cosmo.

## História
Mircea Eliade (AFI: [ˈmirt͡ʃe̯a eliˈade]) nasceu na capital romena a 24 de fevereiro de 1907 pelo calendário juliano, tendo sido o calendário gregoriano introduzido na Romênia somente após 1924. Era de família cristã ortodoxa e, desde jovem, tornou-se poliglota. Leu extensivamente em romeno, francês e alemão. Por volta de 1924 ou 1925, aprendeu italiano e inglês. Leu as obras de Raffaele Pettazzoni e de James George Frazer no original. Mais tarde, aprendeu hebraico, sânscrito e parsi.
Na escola, interessava-se por biologia e química e teve até um pequeno laboratório. Lia muito e aumentou o tempo de leitura diminuindo as horas de sono para apenas cinco a seis por noite.
O grande interesse em religiões comparadas, filosofia e filologia levou-o em 1925 a iniciar estudos na Universidade de Bucareste, formando-se em filosofia. Na universidade, a influência de Nae Ionescu, então assistente do professor Constantin Rădulescu-Motru no Departamento de Lógica e Teoria do Conhecimento e ativo jornalista, levou o jovem Eliade a se envolver com a extrema-direita romena.
Sua tese de mestrado examinava a filosofia na Renascença italiana, de Marsilio Ficino a Giordano Bruno. O interesse no humanismo renascentista foi o maior estímulo para que seguisse para a Índia, a fim de "universalizar" a filosofia "provinciana" herdada de sua educação europeia. Graças a um financiamento do marajá de Kasim Bazar, permaneceu quatro anos estudando no país. Em 1928, foi para a Universidade de Calcutá, onde estudou sânscrito e filosofia, sob a orientação de Surendranath Dasgupta (1885-1952), um bengali educado em Cambridge e autor de History of Indian Philosophy (Motilal Banarsidass 1922-55), em 5 volumes. Eliade era um bom aluno e morava na casa do professor, mas a relação entre ambos deteriorou-se quando Mircea se apaixonou por Maitreyi Devi, a filha de Dasgupta. A fracassada história de amor seria tema do romance erótico Isabel Si Apele Diavolului ("Isabel e as águas do diabo") (1930), no qual os personagens centrais são um europeu e uma jovem indiana.
A documentação recolhida na Índia, especialmente a respeito do ioga, tornar-se-ia a base de sua tese de doutoramento. Retornou a Bucareste em 1932 e, após cumprir o serviço militar, submeteu, com sucesso, a sua tese sobre ioga ao Departamento de Filosofia, em 1933. Publicou-a em francês (1936) como Yoga: Essai sur les origines de la mystique indienne ("Ioga: Ensaio sobre a origem do misticismo indiano"), posteriormente revista e republicada como Le Yoga. Immortalité et liberté ("Ioga, Imortalidade e Liberdade"). No mesmo ano, Eliade tornou-se professor da faculdade de letras da Universidade de Bucareste. Como assistente de Ionescu, Eliade ensinou a Metafísica de Aristóteles e a Docta Ignorantia, de Nicolau de Cusa.
De 1933 a 1939, participou ativamente de grupo Criterion, que promovia seminários públicos sobre diversos tópicos. O grupo era influenciado pela filosofia do Trăirismo, a busca do "autêntico" através da experiência vivida (em romeno, traire), considerada como única fonte de autenticidade.
Em 1934, casou-se com Nina Mares.
Depois de publicar Domnisoara Christina ("Senhorita Cristina") (1936), foi acusado de pornografia e, por um curto período, foi suspenso da universidade. O romance, baseado no folclore romeno, tinha, como personagem principal, uma vampira e abordava o significado do erotismo e da morte na vida humana.
Em 1938, Nae Ionescu foi preso e Eliade, seu assistente, demitido. Ionescu fora acusado de ser membro da Guarda de Ferro, organização romena de extrema-direita, antissemita e simpatizante do nazismo. Logo, Eliade também seria preso, passando um curto período em um campo de concentração.
A partir de 1940, trabalha como adido cultural e de imprensa nas representações diplomáticas romenas em Londres e Lisboa (1941-44), tendo residido em Lisboa e, após a morte da mulher, em Cascais. Na capital portuguesa, interessou-se pelos clássicos, como Sá de Miranda, Camões e Eça de Queiroz, e empenhou-se em estabelecer elos mais fortes entre os latinos do ocidente e do oriente, impulsionando traduções, conferências e concertos.
Em 1944, sua mulher, Nina, morre de câncer.
Após a Segunda Guerra Mundial, por suas ligações com Nea Ionescu, Eliade não pôde voltar à Romênia, que agora se tornara comunista. Passa então a lecionar em várias universidades europeias. Em 1945, transfere-se para Paris. Ensina religião comparada na Sorbonne e na École pratique des hautes études, a convite de Georges Dumézil. Seus amigos desse período incluíam Eugène Ionesco e Georges Bataille, além do próprio Dumèzil. Eliade adquire renome como professor de Ciência das Religiões. Leciona também no Instituto do Extremo Oriente de Roma, no Instituto Jung de Zurique e, finalmente, na Universidade de Chicago. Em 1950, casa-se com Christinel Cotrescu. Neste tempo, os trabalhos de Eliade passam a ser escritos em francês. A "Floresta Proibida", que Eliade considerava seu melhor romance, foi lançado em 1954.
Em Portugal, escreveu "Os Romenos, Latinos do Oriente", uma síntese histórica, cultural e espiritual do seu país, e "Salazar e a Revolução Portuguesa", livro em que defendia que o general Ion Antonescu, no poder em Bucareste, poder-se-ia inspirar no regime português para criar um Estado autoritário mas não totalitário.
A obra não surtiu, todavia, os efeitos pretendidos: não só Antonescu não adotou o modelo português, como Salazar não gostou, segundo informações que obteve, da "heterodoxia" da interpretação, o que levou a que o livro não fosse traduzido para a língua portuguesa.
Um livro que acabou por nunca escrever, por causa de "Salazar e a Revolução Portuguesa", já tinha até título: "Camões - Ensaio de Filosofia da Cultura" e versaria sobre um tema que o fascinava - as civilizações marítimas.
No seu "Diário Português", obra conhecida apenas em 2001 através de uma editora de Barcelona, com edição portuguesa em 2008, Mircea Eliade mostrou-se, por vezes, crítico embora não hostil a Portugal, país que considerava periférico, um pouco à margem da história e da cultura.
Posteriormente, estabeleceu-se em Paris e, finalmente, em Chicago. Visitado por Joachim Wach, seu predecessor na Universidade de Chicago, um famoso cientista das religiões alemão, Eliade foi convidado, em 1956, para dar aulas naquela universidade sobre "Tipos de Iniciação". Nessa época, foi publicado "Nascimento e Renascimento" (Birth and Rebirth). Em 1958, foi convidado para chefiar o Departamento de Ciência da Religião da Universidade, cargo que ocupou até a morte em 1986.
Além de ter escrito obras científicas tão importantes e centrais como "O sagrado e o profano", Eliade publicou uma extensa obra literária de ficção, cuja qualidade é universalmente reconhecida. Porém, por ter sido escrita inicialmente em romeno, tardou a ser divulgada. Também lançou a "Revista de História das Religiões" e a "Revista das Religiões" e atuou como editor-chefe para a Enciclopédia Macmillan de Religiões, que foi reeditado e expandido em 2005 por L. Jones.
Eliade recebeu o título de Doctor Honoris Causa de numerosas universidades de todo o mundo. Premiado em 1977 pela Academia Francesa, recebeu a Legião de Honra da França.

## Pensamento
A despeito de que seu foco de investigações se situe na história das religiões, Eliade nunca se afastou da formação intelectual de filósofo, mesmo que ele nunca tenha sido um filósofo propriamente dito. Existem radicais desacordos sobre o seu pensamento. Alguns veem como crucial sua contribuição para os estudos das religiões, enquanto que outros o veem como um obscurantista cujas propostas normativas são inaceitáveis.
Eliade foi classificado como um "perenialista suave" pelo historiador Mark Sedgwick, correspondendo-se com Julius Evola e René Guénon. Contudo, Eliade se distancia de Guénon e dos autores perenialistas, embora tenha defendido sua posição contra os estudiosos naturalistas, opondo-se à corrente de “ateísmo científico” que agora está se elevando acima dos departamentos de Estudos Religiosos.
O pensamento de Eliade foi parcialmente influenciado por Rudolf Otto, Gerardus van der Leeuw, Nae Ionescu e pela obra da Escola das Tradições. De certa maneira, essa escola tinha uma afinidade com as preocupações esotéricas do fascismo. Embora Guarda de Ferro estivesse à margem do movimento fascista por causa de seu caráter místico - temas preferidos de investigação de Eliade durante as suas atividades políticas (notavelmente, a preocupação a respeito do culto Zalmoxis e seu suposto monoteísmo). Estas foram as características que mais atraíram Eliade ao fascismo, ao invés de um padrão íntimo de pensamento que ele tenha seguido por toda a vida (podemos lembrar o caso de dom Hélder Câmara, bispo progressista do clero católico brasileiro nos anos 1970 e 1980, que também teve uma ligação explícita com o movimento fascista brasileiro chamado de integralismo).[carece de fontes?]
Mircea Eliade teve decisiva influência em muitos eruditos: por exemplo, Ioan Petru Culianu e no também romeno Emil Cioran, que dedica páginas de uma crítica lúcida e, ao mesmo tempo, apaixonada por Eliade no seu livro "Exercícios de Admiração" publicado no Brasil pela Rocco. Na Romênia, o legado de Eliade no campo da história das religiões se reflete no jornal Archaeus (fundado em 1997).
A seção de Ciência da Religião (chamada de History of Religions) da Universidade de Chicago deve, a Mircea Eliade, o reconhecimento da vasta contribuição na pesquisa deste tema.

### Cosmos e História
Em "O mito do eterno retorno" (1954), livro que ele tentou subintitular como "A Filosofia da História", Eliade cria a distinção entre a humanidade religiosa e a não religiosa, com base na percepção do tempo como heterogêneo e homogêneo respectivamente. Esta distinção é muito familiar aos estudantes de Henri Bergson como um elemento de estudo e da análise das filosofias no tempo e espaço. Eliade defende que a perceção do tempo como homogêneo, linear e irrepetível é uma forma moderna de não religião da humanidade. O homem arcaico, ou a humanidade religiosa (homo religiosus), em comparação, percebe o tempo como heterogêneo; isto é, divide-o em tempo profano (linear) e tempo sagrado (cíclico e reatualizável). Por meio de mitos e rituais que permitem o acesso a este tempo sagrado, a humanidade religiosa protege-se contra o "terror da história" (uma condição de impotência diante dos dados históricos registrados no tempo, uma forma de existência aflitiva). (Ver Eterno retorno (Eliade))
No processo de estabelecimento desta distinção, Eliade não esquece que a humanidade não religiosa é um fenômeno muito raro. Mitos e illud tempus estão ainda em operação, embora dissimulados no mundo da moderna humanidade, e Eliade claramente olha a tentativa de restringir o tempo real ao tempo histórico linear como um caminho que leva a humanidade ao desespero ou à fé cristã como única salvação. Pois o relativismo, existencialismo e historicismo modernos não são capazes de criar mecanismos para fazer com que a humanidade suporte os sofrimentos causados pela consciência da "história", consciência dos "acontecimentos" sem um sentido trans-histórico escatológico, cíclico ou arquetípico.
O "sagrado" tem, também, sido assunto de discussão. Alguns veem o "sagrado" de Eliade como simples correspondência para o conceito de convencional de deidade, ou para o ganz andere (o "inteiramente outro") de Rudolf Otto, enquanto outros veem uma semelhança maior com o "sagrado socialmente influenciado" de Emile Durkheim. O próprio Eliade repetidamente identifica o sagrado como o real, ainda que ele estabeleça claramente que "o sagrado é uma estrutura da consciência humana". Este argumento deveria favorecer a última interpretação: um construção social tanto do sagrado como da realidade. Ainda que o sagrado seja identificado com a fonte de significância, significado, poder e ser, e suas manifestações como hierofanias, cratofanias ou ontofanias respectivamente (aparências do sagrado, do poder ou do ser). Em correspondência à sugerida ambiguidade do próprio sagrado, está a ambiguidade de suas manifestações.
Eliade afirma que os crentes para os quais a hierofania é uma revelação do sagrado devem ser preparados pela experiência, incluindo sua tradição religiosa anterior, antes que possam apreendê-la. Para os outros, a "árvore sagrada", por exemplo, continua a ser uma simples árvore. É indispensável, na análise de Eliade, que qualquer entidade fenomênica possa ser apreendida como uma hierofania com uma preparação apropriada. A conclusão deve ser a de que todos os seres revelam e, ao mesmo tempo, escondem a natureza do Ser. Uma retomada da Coincidentia Oppositorum de Nicolau de Cusa é evidente aqui, assim como é uma possível explicação da ambiguidade dos escritos de Eliade.

## Lista de obras
Esta é uma lista breve e incompleta das obras de Mircea Eliade. Para uma bibliografia completa, veja Bryan Rennie, "Reconstruindo Eliade".
- "Cosmos e História: O Mito do Eterno Retorno", 1954, Princeton.

Provavelmente a mais prática e rápida aproximação ao trabalho de Eliade. Apresenta a análise do tempo como heterogêneo para religiosos e homogêneo para não religiosos, bem como o conceito de "terror da história" e a habilidade de "reatualizar" a religião no tempo.
- Forgerons et Alchimistes - "Ferreiros e Alquimistas" - Flammarion, 1956 e nova edição revista e aumentada em 1977.

"Colaborar com a Natureza, ajudá-la a produzir num tempo mais curto, mudar as modalidades da matéria, eis algumas das fontes da ideologia alquímica. Tanto como o fundidor e o ferreiro, o alquimista trabalha sobre uma matéria ao mesmo tempo viva e sagrada; seus trabalhos perseguem a transformação da matéria, seu aperfeiçoamento, sua transformação". "O autor insistiu sobre as alquimias indiana e chinesa porque são menos conhecidas e, sobretudo, porque apresentam, de uma forma mais viva, seu caráter de técnica ao mesmo tempo experimental e mística." Retirado da contracapa do livro.
- "Ioga, Imortalidade e Liberdade", 1958, Londres: Routledge & Kegan Paul.

Primeiramente publicado na França como Yoga: Essai sur l'origine de la mystique Indienne em 1933, este trabalho informativo e escolástico analisa o ioga como uma concreta busca pela liberdade em relação às limitações humanas.
- "Ritos e Símbolos de Iniciação" (Birth and Rebirth), 1958, Londres: Harvill Press.

A publicação das aulas de Eliade (1956, sobre Haskell) na Universidade de Chicago, "Padrões de Iniciação". Sua análise dos temas de iniciação implica na sua ubiquidade e na estrutura simbólica da morte e do renascer.
- "Padrões das Religiões Comparadas", 1958, Londres: Sheed & Ward.

Uma tentativa de delinear a morfologia do sagrado. Frequentemente criticada por seu enfoque transcultural e aproximação à história. Mostra padrões organizados do fenômeno religioso por suas similaridades estruturais a despeito do tempo ou lugar de origem.
- "O Sagrado e o Profano: A Natureza da Religião", 1959, Londres: Harcourt Brace Jovanovich.

Ele avança para além das ideias de Rudolf Otto sobre o sagrado em Das Heilige. O sagrado é explicado através de sua relação binária com o profano. O complexo dialético do sagrado e do profano são destacados.
- "Mitos, Sonhos e Mistérios: O Encontro entre a Fé Contemporânea e as Realidades Arcaicas", 1960, Londres: Harvill Press.

O entendimento de Eliade do mito no mundo moderno, o prestígio das origens míticas e sua análise do simbolismo da ascensão, do combate, do labirinto e da luta contra monstros, entre outros.
- "Imagens e Símbolos: Estudos sobre o Simbolismo da Religião", 1961, Londres: Harvill Press.

Mais sobre simbolismo, particularmente o simbolismo do centro, nós, conchas e pérolas. Simbolismo e história e algumas reflexões sobre método.
- "Mito e Realidade", 1964, Nova Iorque: Harper e Row.

A estrutura dos mitos. Mais sobre o prestígio das origens e a sobrevivência dos mitos e os temas míticos no pensamento moderno.
- "O Xamanismo e as Técnicas Arcaicas do Êxtase", 1964, Londres: Routledge & Kegan Paul.

Um longo trabalho sobre o estudo do xamanismo, uma detalhada e valiosa fonte de informação sobre estes fenômenos.
- "Os Dois e o Um", 1965, Chicago, IL: University of Chicago Press.

Um importante trabalho sobre a análise da coincidentia oppositorum, a coincidência dos opostos, ou oposição binária na história da ideias religiosas. O andrógino é explorado como cosmogonia e escatologia, o nascimento e morte do cosmos ou visão de mundo.
- "A Busca: História e Significado das Religiões", 1969. Londres: University of Chicago Press.

Uma tentativa de fazer um trabalho mais metódico. A busca através dos seus artigos publicados previamente sobre metodologia, pressupostos e teoremas, incluindo seu "novo humanismo" e sua resposta à busca das origens das religiões.
- "A História das Religiões". Volume I. "Da Idade da Pedra aos Mistérios de Elêusis", 1969. Chicago, IL: Universidade de Chicago Press.

Originalmente projetado como um único volume. Esta foi uma tentativa de dar um entendimento de toda a história das religiões por Eliade em sua perspectiva única. Um trabalho de referência. Muitas das categorias sobrevivem a Eliade neste trabalho maduro: o terror da história, a coincidentia oppositorum, o simbolismo do centro, o hieros gamos ou simbólico casamento celeste.
- "A História das Religiões". Volume II. "De Gautama Buddha ao Triunfo do Cristianismo", 1969, Chicago, IL: University of Chicago Press.

- "A História das Religiões". Volume III. "De Muhammad à Época das reformas", 1985, Chicago, IL: University of Chicago Press.

- "Enciclopédia das Religiões" (editor-em-chefe), 1987, Nova Iorque: Macmillan.

17 volumes com artigos sobre todos os aspectos da religião. Atualmente, uma referência padrão para toda enciclopédia sobre religião.

## Obras publicadas em português
- Imagens e Símbolos, ensaio sobre o simbolismo mágico-religioso
- Yoga, Imortalidade e Liberdade
- O Conhecimento Sagrado de Todas as Eras
- Mito, Sonhos e Mistérios. Lisboa: Círculo de Leitores, 1990. ISBN 972-42-0026-4
  - Título original: Mythes, rêves et mystères
- Mito e Realidade
- Aspectos do Mito. Lisboa, Edições 70, 1986
  - Título original: Myth and reality
- Tratado da História das Religiões. Lisboa: Cosmos,1977 (1990)
  - Título original: Traité d'histoire des religions
- Ocultismo, Bruxaria e Correntes Culturais
- O Mito do Eterno Retorno: Arquétipos e Repetição. Lisboa: Edições 70, 1984 (1988)
  - Título original: Le mythe de l'éternel retour
- História das Crenças e das Idéias Religiosas
- O Sagrado e o Profano: A essência das religiões. Lisboa: Livros do Brasil, 1956, 1978, 1983, 1999

Título original: Das Heilige und das Profane
- Ferreiros e Alquimistas
- Dicionário das Religiões (com Ioan P. Couliano)
- Xamanismo e as Técnicas Arcaicas de Êxtase (Ed. Martins Fontes);
- A Provação do Labirinto - Diálogos com Claude-Henri Rocquet. Lisboa: Dom Quixote
- Diário Português. Lisboa: Guerra e Paz Editores, 2008. ISBN 978-989-8014-80-1
- Salazar e a Revolução em Portugal, Editor: Esfera do Caos, Lisboa, 2011, ISBN 9789896800284[8]

### Romances
- O Segredo do Doutor Honigberger
- O Bordel das Ciganas
- Senhorita Cristina
- Retorno do Paraíso
- Ilha de Euthanasius
- Canteiro de Obras
- Noite Bengali. Lisboa: Ulisseia, 1961
- À Sombra de uma Flor-de-Lis
- Nas Ciganas. Contos e novelas completos, Vol. 1 (Edições Cavalo de Ferro, Portugal)
- Meia Noite em Serampore. Lisboa: Difel, 1990 ISBN 972-29-0215-6
  - Título original: Minute à Serampore
- Uma Segunda Juventude. Cascais: Bico de Pena, 2008. ISBN 978-989-621-067-0
  - Título original: Le temps d'un centenaire
- Isabel e as Águas do Diabo. Lisboa: Livros do Brasil
- Rua Mântuleasa. Lisboa: Ulisseia, 1969
  - Título original: Pe strada Mântuleasa…
- O Romance do Adolescente Míope. Lisboa: Dom Quixote, 1993. ISBN 9789722011341
  - Título original: Romanul adolescentului miop

## Teatro
- Iphigenia - piesă în 3 acte, Bucuresti, Teatrului national, 10 februarie 1941, Valle Hermoso, « Cartea pribegiei », 1951.

## Cinema
- Mircea Eliade et la redécouverte du Sacré (1987), por Paul Barbă Neagră
- La Nuit Bengali (1988), por Nicolas Klotz
- Domnişoara Christina (1996), por Viorel Sergovici
- Youth Without Youth. (2007), de Francis Ford Coppola.